# Bendals
Bendals – miejscowość w Antigui i Barbudzie, na wyspie Antigua (Saint John). Populacja miejscowości wynosi 1225 mieszkańców (2013).